# Cá nóc răng rùa
Cá nóc răng rùa, tên khoa học Chelonodontops patoca, là một loài cá biển thuộc chi Chelonodontops trong họ Cá nóc. Loài này được mô tả lần đầu tiên vào năm 1822.

## Phân loại học
Cá nóc răng rùa trước đây được xếp vào chi Chelonodon cùng với Tetraodon fluviatilis. Tuy nhiên, kết quả phân tích phát sinh chủng loại phân tử cho thấy của Igarashi và cộng sự (2013) cho thấy hai loài này không có quan hệ họ hàng gần nhau. T. fluviatilis sau đó được đưa trở lại chi Dichotomyctere, còn cá nóc răng rùa được tách sang chi Chelonodontops.

## Từ nguyên
Từ định danh patoca bắt nguồn từ Patoka, tên gọi chung cho những loài cá nóc dọc theo vùng hạ lưu sông Hằng (Ấn Độ), nơi mà mẫu định danh của loài cá này được thu thập.

## Phạm vi phân bố và môi trường sống
Cá nóc răng rùa được phân bố rộng khắp khu vực Ấn Độ Dương - Thái Bình Dương, từ bờ biển Đông Phi trải dài về phía đông đến Biển Đông và Papua New Guinea, ngược lên phía bắc đến vịnh Ba Tư, quần đảo Ryukyu (Nhật Bản) và Hàn Quốc, giới hạn phía nam đến Úc và Nouvelle-Calédonie.
Cá nóc răng rùa sống trên nền đáy bùn hoặc cát, độ sâu đến ít nhất là 60 m, thường được tìm thấy ở khu vực nước lợ như cửa sông, đầm phá và đầm lầy rừng ngập mặn, và cũng có thể xâm nhập vào vùng nước ngọt nhưng không cách biển quá vài km.

## Mô tả
Chiều dài cơ thể lớn nhất được ghi nhận ở cá nóc răng rùa là 38 cm. Lưng và bụng có nhiều gai nhỏ. Thân trên màu nâu hoặc xám với các đốm trắng hình bầu dục, thân dưới và bụng trắng. Một vệt vàng dọc theo lườn bụng.
Số tia vây ở vây lưng: 10; Số tia vây ở vây hậu môn: 8; Số tia vây ở vây ngực: 15–16.

## Sinh thái học
Ở Việt Nam, cá nóc răng rùa là một trong số những loài cá nóc có độc tính mạnh.

## Thương mại
Cá nóc răng rùa hầu như không có giá trị thương mại đáng kể đối với ngành thủy sản. Chúng được xem là loài thủy sản không mong muốn ở khu vực vịnh Ba Tư và Nhật Bản.